# Bezirk Podgórze
Bezirk Podgórze – dawny powiat (Bezirk) kraju koronnego Królestwo Galicji i Lodomerii, funkcjonujący w latach 1854–1867. Siedzibą starostwa było miasto Podgórze.

## Historia
Bezirk Podgórze utworzono w ramach reformy uwłaszczeniowej z okresu Wiosny Ludów (1848–1849), która likwidowała jurysdykcję właściciela ziemskiego nad poddanymi. W Galicji, dominium – jako podstawowa jednostka administracyjna i filar systemu feudalnego straciło rację bytu. Konieczne stało się zatem wprowadzenie nowego systemu administracyjnego, którego zręby powstały w latach 1851–1855. Nowy trójstopniowy podział administracyjny objął 21 cyrkułów (niem. Kreise), 179 małych powiatów (niem. Bezirke) i ponad 6000 gmin (niem. Gemeinde). 
Bezirk Podgórze  objął obszar o wielkości 2,1 mil², zamieszkany był przez 17.744 ludzi i podzielony na 32 gminy katastralne, w tym jedno miasto (Podgórze). Wszedł w skład cyrkułu bocheńskiego, jako jeden z jego dziewięciu powiatów. Był to najmniejszy Bezirk w całej Galicji pod względem powierzchni, pomijając Kraków i Lwów.  Bezirk Podgórze posiadał trzy eksklawy na terenie Bezirk Wieliczka, które stanowiły gminę Bugaj, którą jednak w kolejnych latach włączono do Bezirk Wieliczka. 1 maja 1860 zniesiono cyrkuł bocheński, a jego cały obszar włączono do cyrkułu krakowskiego.
Po nadaniu Galicji autonomii oraz powołaniu samorządu gminnego i powiatowego w 1865 zlikwidowano cyrkuły (Kreise). Dotychczasowe małe powiaty (Bezirke) w liczbie 179, utrzymały się do 1867 roku, kiedy to w następstwie kolejnej reformy administracyjnej (23 stycznia 1867) zostały zastąpione przez 74 większe powiaty. Obszar zniesionego Bezirk Podgórze wszedł wtedy w całości w skład nowego powiatu wielickiego. 1 sierpnia 1878 częściowo zmieniono granice powiatu wielickiego, przez włączenie Brzączowic do powiatu myślenickiego. 15 września 1896 z części powiatu wielickiego wyodrębniono nowy powiat podgórski. W kolejnych latach pięć gmin powiatu podgórskiego włączono do Krakowa: w 1910 roku – Dębniki i Zakrzówek, w 1911 roku – Ludwinów, w 1912 roku – Płaszów, wreszcie w 1915 roku – samo Podgórze. 1 stycznia 1924 zniesiono powiat podgórski, a wszystkie jego gminy włączono do powiatu krakowskiego. 30 listopada 1929 gminy Czechówka, Siepraw, Stojowice i Zakliczyn przeniesiono z powiatu wielickiego do powiatu myślenickiego. 1 kwietnia 1932 powiat wielicki zniesiono, a jego obszar podzielono pomiędzy powiaty krakowski i myślenicki.

## Podział administracyjny (1854)
| Lp. | Gmina jednostkowa               | Powierzchnia | Ludność | Powiat w 1867 po zniesieniu |
| --- | ------------------------------- | ------------ | ------- | --------------------------- |
| 1   | Podgórze (M) ze Stawiskiem      | 715          | 1760    | wielicki                    |
| 2   | Bieżanów z Kaimem               | 2399         | 1077    | wielicki                    |
| 3   | Dębniki z Rybakami              | 298          | 263     | wielicki                    |
| 4   | Golkowice                       | 710          | 822     | wielicki                    |
| 5   | Kurdwanów                       | 557          | 300     | wielicki                    |
| 6   | Kossocice                       | 569          | 418     | wielicki                    |
| 7   | Ludwinów z Błoniem i Katarzynką | 184          | 176     | wielicki                    |
| 8   | Ochojno Górne i Dolne           | 459          | 582     | wielicki                    |
| 9   | Piaski Wielkie i Małe           | 470          | 717     | wielicki                    |
| 10  | Płaszów                         | 1088         | 648     | wielicki                    |
| 11  | Przewóz                         | 686          | 413     | wielicki                    |
| 12  | Podstolice                      | 451          | 569     | wielicki                    |
| 13  | Prokocim                        | 766          | 531     | wielicki                    |
| 14  | Rajsko                          | 496          | 421     | wielicki                    |
| 15  | Rybitwy                         | 508          | 295     | wielicki                    |
| 16  | Rżąka                           | 271          | 192     | wielicki                    |
| 17  | Soboniowice ze Strzałkowicami   | 377          | 282     | wielicki                    |
| 18  | Wola Duchacka                   | 614          | 237     | wielicki                    |
| 19  | Wróblowice i Włodek             | 412          | 385     | wielicki                    |
| 20  | Zbydniowice                     | 175          | 226     | wielicki                    |
| 21  | Zakrzówek z Kapelanką           | 422          | 456     | wielicki                    |
| 22  | Brzączowice                     | 811          | 585     | wielicki                    |
| 23  | Czechówka                       | 733          | 429     | wielicki                    |
| 24  | Stojowice                       | 358          | 295     | wielicki                    |
| 25  | Siepraw z Kawęcinami            | 2506         | 1646    | wielicki                    |
| 26  | Zakliczyn ad Siepraw            | 1014         | 782     | wielicki                    |
| 27  | Bugaj                           | 176          | 149     | wielicki                    |
| 28  | Łyczanka                        | 316          | 203     | wielicki                    |
| 29  | Olszowice                       | 422          | 238     | wielicki                    |
| 30  | Rzeszotary                      | 927          | 936     | wielicki                    |
| 31  | Świątniki Górne                 | 702          | 1273    | wielicki                    |
| 32  | Wrząsowice z Pokrzywnicą        | 630          | 438     | wielicki                    |

Objaśnienie:
(M) = miasto; (m) = miasteczko